# Thu Quế
Thu Quế có tên đầy đủ là Ngô Thị Thu Quế là nữ diễn viên kịch nói và điện ảnh, Đại tá Quân đội nhân dân Việt Nam.

## Tiểu sử
Thu Quế sinh năm 1969 tại phố Lò Đúc – Hà Nội là con thứ hai trong gia đình không theo nghệ thuật. Bố của bà là giảng viên trường Đại học Bách khoa Hà Nội, phân hiệu ở Việt Trì – Phú Thọ, năm bà 3 tuổi, gia đình chuyển lên Việt Trì sinh sống để tiện cho ông công tác. Thuở nhỏ, Thu Quế tham gia thu âm một số bài hát cho Đài Tiếng nói Việt Nam.
Thu Quế lập gia đình với NSƯT, Đại tá Phạm Cường, nguyên giám đốc Giám đốc hãng phim Điện ảnh Quân đội nhân dân. Họ kết hôn năm 1995 và đã có 2 người con.

## Sự  nghiệp
Tháng 2 năm 1984, Thu Quế được tuyển dụng vào Đoàn Nghệ thuật Quân khu 2. Năm 1985, bà được chọn đóng kịch và đi biểu diễn khắp 6 tỉnh Biên giới phía Bắc. Năm 16 tuổi, Thu Quế có vai diễn điện ảnh đầu tiên trong bộ phim Truyện cổ tích cho tuổi 17.
Cuối năm 1988, Đoàn Nghệ thuật Quân khu 2 giải thể đội kịch nói. Thu Quế chuyển sang hợp đồng với Đoàn Kịch Bộ Nội vụ (nay là Nhà hát Kịch Công an nhân dân). Năm 1990, bà được tuyển vào Đoàn Kịch Quân đội nay là Nhà hát Kịch nói Quân đội. Đến năm 2003, bà mới nhận được giải Tài năng trẻ, sau đó liên tục giành được các giải vàng và bạc.
Thu Quế từng đạt danh hiệu Chiến sĩ Thi đua cấp cơ sở trong 3 năm liền của Nhà hát Kịch nói Quân đội. Vợ chồng bà cùng được phong tặng danh hiệu Nghệ sĩ ưu tú năm 2007; bà được phong danh hiệu Nghệ sĩ nhân dân năm 2016, sau khi có thêm 2 huy chương Vàng và 2 huy chương Bạc. Năm 2017, được phong quân hàm Đại tá.
Tháng 4 năm 2025, bà được trao kỷ niệm chương Vì sự nghiệp điện ảnh của Hội Điện ảnh Việt Nam.

## Vai diễn

### Sân khấu
- Lôi vũ trong vai Thị Bình
- Dòng sông ký ức trong vai Nhật Lệ[3]
- Bản hùng ca linh thiêng trong vai Yến[3]
- Không gian đa chiều trong vai Hương Bình[3]
- Những kẻ lãng mạn trong vai Liên[3]
- Mẹ Điên[7]
- Dời đô trong vai Lập giáo Hoàng hậu[10]
- Chuyến tàu tốc hành trong đêm trong vai Hoan[11]
- Nhân tình trong vai bà Chanh[12]

### Điện ảnh
| Năm  | Tựa đề                           | Vai diễn              | Đạo diễn        | Chú thích |
| ---- | -------------------------------- | --------------------- | --------------- | --------- |
| 1988 | Truyện cổ tích cho tuổi mười bảy | Hạnh                  | Xuân Sơn        |           |
| 1988 | Hoang tưởng                      | Mỹ Dung               | Nguyễn Anh Thái |           |
| 1989 | Đêm hội Long Trì                 | Thiếu phụ             | Hải Ninh        |           |
| 1991 | Canh bạc                         | vợ ông lão người Thái | Lưu Trọng Ninh  |           |
| 1996 | Bản tình ca trong đêm            | Tâm                   | Nguyễn Hữu Phần |           |
| 2005 | 5 ngày trong đời vị tướng        | Bà Mùi                | Bùi Cường       |           |
| 2019 | Nơi ta không thuộc về            | Bà Hạ                 | Đặng Thái Huyền |           |

### Truyền hình
| Năm  | Tựa đề                                   | Vai diễn      | Hình thức phim | Đạo diễn                         | Chú thích     |
| ---- | ---------------------------------------- | ------------- | -------------- | -------------------------------- | ------------- |
| 1994 | Phía sau cổng trời                       |               |                |                                  |               |
| 1995 | Huyền thoại vườn vải                     | Minh Thư      | dath           | Nguyễn Khải Hưng                 |               |
| 1996 | Cô gái mang tên dòng sông                |               | Ngắn tập       | Nguyễn Quang Vinh                |               |
| 1998 | Số phận ngọt ngào                        | Ngân          | dath           | Trọng Liên                       |               |
| 1998 | Hoa đất Mường                            |               |                |                                  |               |
| 2000 | Tình yêu có bao giờ sai                  | Oanh          | Ngắn tập       | Vũ Hồng Sơn                      |               |
| 2001 | Chiều tàn thu muộn                       |               | Ngắn tập       | Phạm Thanh Phong; Vũ Trường Khoa |               |
| 2002 | Không gian đa chiều                      | Bình          | Ngắn tập       | Bùi Huy Thuần                    |               |
| 2002 | Chớm nắng                                | Ngần          | Ngắn tập       | Vũ Minh Trí                      |               |
| 2003 | Vị tướng tình báo và hai bà vợ           | Thoa          | Dài tập        | Bùi Cường                        |               |
| 2003 | Tìm mẹ                                   | Bác sĩ Thủy   | dath           | Vũ Minh Trí                      |               |
| 2003 | Đứa con                                  | Diệp          | dath           | Đào Duy Phúc                     |               |
| 2004 | Những cánh hoa mong manh                 | Mẹ Khuê       | dath           | Vũ Minh Trí                      |               |
| 2004 | Những giấc mơ dài                        | Mai           | Ngắn tập       | Đỗ Đức Thành                     | [ 13 ]        |
| 2005 | Dòng sông phẳng lặng                     | Thanh Ngân    | Dài tập        | Đỗ Đức Thành                     |               |
| 2006 | Cảnh sát hình sự – Lời sám hối muộn màng |               | Dài tập        | Vũ Minh Trí                      |               |
| 2006 | Đèn vàng                                 | Trâm          | Dài tập        | Mai Hồng Phong                   | [ 2 ] [ 13 ]  |
| 2006 | Cô dâu Hà Nội                            | Lý            | Dài tập        | Park Kyung Ryul                  | [ 14 ] [ 15 ] |
| 2006 | Những kẻ lãng mạn                        | Liên          | Ngắn tập       | Hữu Mười                         |               |
| 2007 | Nhà có ba chị em                         | Tú            | dath           | Đỗ Thanh Hải                     | [ 13 ]        |
| 2020 | Tình yêu và tham vọng                    | Bà Thương     | Dài tập        | Bùi Tiến Huy                     |               |
| 2022 | Hoa hồng giấy                            | Ngọc Tuyết    | Dài tập        | Đặng Thái Huyền                  |               |
| 2024 | Trạm cứu hộ trái tim                     | Bà Thanh Trúc | Dài tập        | Vũ Trường Khoa                   |               |

## Giải thưởng
| Năm  | Giải thương                                 | Vở diễn                       | Vai diễn | Kết quả            | Chú thích     |
| ---- | ------------------------------------------- | ----------------------------- | -------- | ------------------ | ------------- |
| 1999 | Hội Nghệ sĩ sân khấu Việt Nam               | Dòng sông ký ức               | Nhật Lệ  | Diễn viên xuất sắc | [ 3 ] [ 16 ]  |
| 2003 | Tài năng trẻ toàn quốc                      |                               |          | Giải Nhì           | [ 3 ] [ 16 ]  |
| 2009 | Hội diễn sân khấu chuyên nghiệp toàn quốc   | Bản hùng ca linh thiêng       | Yến      | Huy chương vàng    | [ 16 ] [ 17 ] |
| 2014 | Hội diễn Nghệ thuật chuyên nghiệp toàn quân | Chuyến tàu tốc hành trong đêm | Hoan     | Huy chương Vàng    | [ 11 ]        |